# Bangabandhu-1
Bangabandhu-1 je geostacionární telekomunikační družice. Vynesena byla 11. května 2018 raketou Falcon 9 FT ve variantě Block 5. Jejím výrobcem je francouzská společnost Thales Alenia Space, provozovatelem pak Bangladéšská telekomunikační regulační komise (BTRC). Pojmenována je po Mudžíburovi Rahmánovi, zakladateli Bangladéše, který měl přízvisko Bangabandhu – přítel Bengálska.
Šlo o první geostacionární bangladéšskou družici a první start této varianty rakety. To, že si i země jako Bangladéš mohla dovolit vlastní satelit, ukazuje, jak se SpaceX daří snižovat ceny kosmických letů. Po Turkmenistánu (TurkmenSat 1) a Bulharsku (BulgariaSat-1) je Bangladéš již třetí rozvojovou zemí, které SpaceX vynesla její první satelit.

## Finanční plán
Celkové plánované náklady na satelit jsou 317 milionů amerických dolarů, přičemž 157,5 milionu eur (188,7 milionu dolarů) si Bangladéš půjčil od banky HSBC. Jedna polovina kapacity satelitu bude využita pro pokrytí domácích potřeb, čímž by již nemusel Bangladéš ročně platit 14 milionů amerických dolarů Číně, Indii a Singapuru, jejichž satelity využívá zejména pro svých 28 televizních stanic. Podle Mostafy Jabbara, ministra pošty a telekomunikací, by mohl roční příjem z druhé poloviny kapacity, jež bude nabídnuta do zahraničí, dosáhnout asi 50 milionů amerických dolarů a návratnost projektu by se tak pohybovala kolem osmi let.
Podle jednoho z bývalých zaměstnanců ministerstva a Abu Sayeeda Khana ze srílanského technologického think-tanku LIRNEasia jsou však tyto plány nereálné, neboť příjmy z pronájmu zahraničním zájemcům budou výrazně nižší; zejména vzhledem k tomu, že Indie s Čínou mají dohromady již přes 300 satelitů. Podle Mozammela Babua, ředitele a šéfredaktora Kanálu 71, jedné z největších bangladéšských televizních stanic, je navíc pásmo Ku velmi citlivé na počasí: i za slabého deště je signál tak zašuměný, že je pro televizní vysílání tato frekvence nepoužitelná.

## Výběr nosné rakety
Satelit měl být původně vynesen z Guyanského kosmického centra na Ariane 5, Falcon 9 byl záložní plán. Let byl plánován na 16. prosince 2017, bangladéšský Národní den vítězství, který oslavuje konec bangladéšské války za nezávislost. Po sérii místních protestů na jaře 2017 ale nabraly starty z kosmodromu Kourou zpoždění; navíc vzhledem k tomu, že Bangabandhu-1 se vejde do menší spodní části adaptéru SYLDA, zde byla potřeba koordinace s dalším týmem, který by dodal náklad pro horní část adaptéru. Nakonec se tak BTRC rozhodla pro SpaceX.
Možnost využití služeb Indické kosmické agentury byla zamítnuta kvůli nedostatečné nosnosti jejích raket: GLSV ve verzi Mk.2 zvládala na geostacionární dráhu vynést jen 2500 kg nákladu a LVM 3 (GSLV Mk.3) se stále teprve zalétávala.

## Předstartovní přípravy a odklady startu
Ač i SpaceX nejdříve plánoval start na Národní den vítězství v prosinci 2017, kvůli škodám způsobeným hurikánem Irma jej také nestihl.
Na testovacím stanovišti McGregor provedl Falcon 9 v půli března 2018 sérii čtyř testovacích zážehů. Po převozu do floridského Kennedyho vesmírného střediska byl spojen s prvním stupněm a 4. května vykonal statický zážeh, opět úspěšně.
Krom zástupců BTRC se na start chystala z Dhaky vypravit i početná vládní delegace, zahrnující mj. dva ministry; vést ji měl Sajeeb Wazed, čestný poradce bangladéšské předsedkyně vlády pro informační a komunikační technologie.
Start byl po několikerých posunech, způsobených nevhodným počasím, zahájen 10. května 2018, startovací sekvence ale byla 58 sekund před startem počítačem zastavena. Vzhledem k tomu, že příčina zastavení odpočtu nebyla hned známa, ale časové okno startu již ten den neumožňovalo další odklad, byl start přesunut na následující den. Později se ukázalo, že šlo jen o chybné nastavení pozemního počítače, raketa i družice byly zcela v pořádku.

## Let

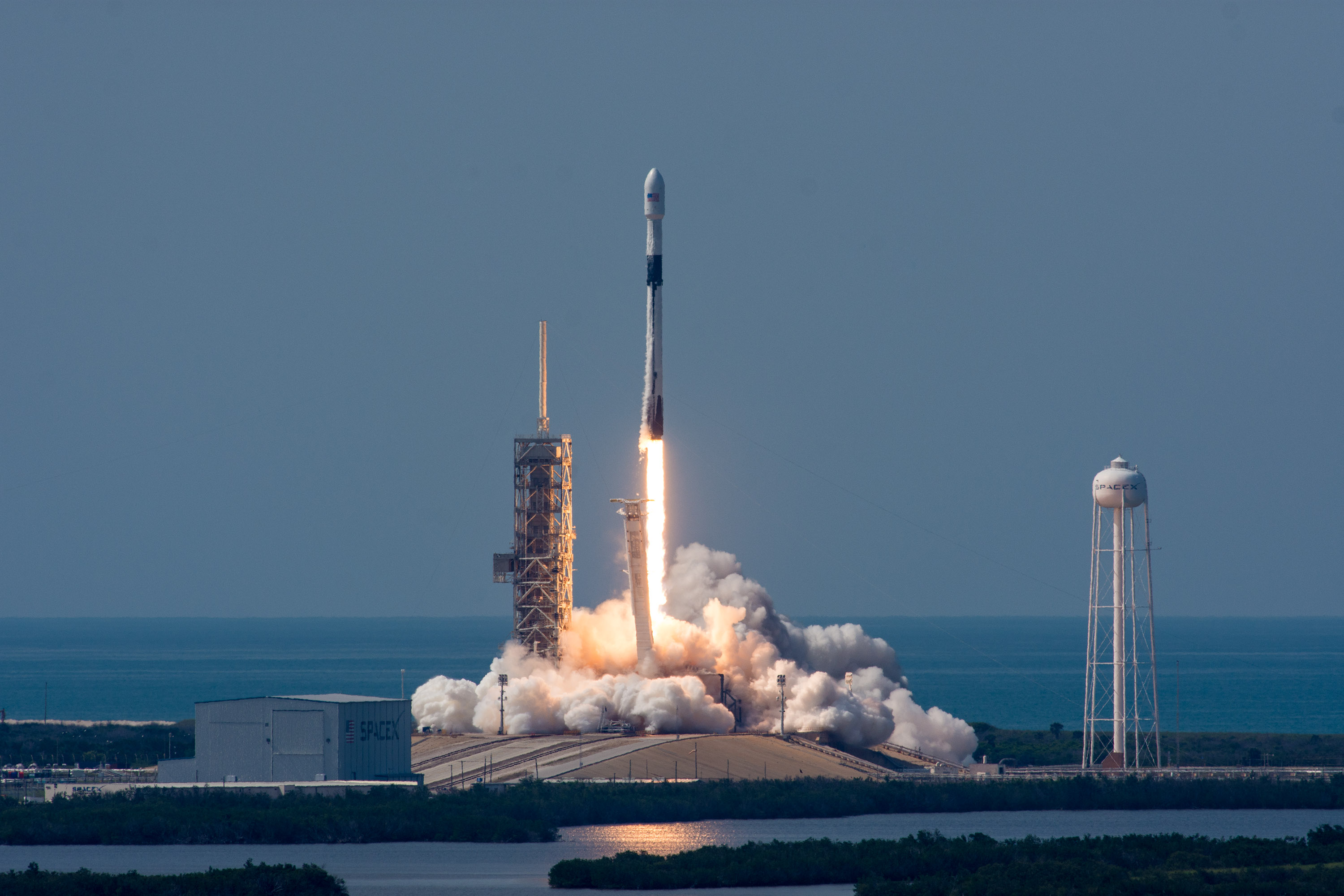
Start rakety Falcon 9 s Bangabandhu-1 na palubě

### Fáze letu
Let se dělí na dvě fáze, desetidenní Launch and Early Orbit Phase a dvacetidenní Satelit in Orbit. Během první z nich bude satelit vynesen na přechodovou dráhu a přesune se na svoji vytyčenou pozici na dráze geostacionární, během druhé pak bude prováděno jeho testování a kalibrování.[potřebuje aktualizovat] Plně funkční má být asi po třech měsících od startu.[potřebuje aktualizovat]

### Průběh letu
Raketa Falcon 9 Block 5 odstartovala s družicí Bangabandhu-1 na palubě 11. května 2018 v 16:14 místního času (22:14 SELČ) z rampy LC-39A Kennedyho vesmírného střediska. Pár minut po startu se první stupeň oddělil a podařilo se mu úspěšně přistát na ASDS Of Course I Still Love You. Asi po 33 minutách došlo k oddělení satelitu od horního stupně a Bangabandhu-1 byl naveden na dráhu přechodovou ke geostacionární dráze.
12. května byl poprvé pozemními středisky přijat testovací signál. 22. května kolem 12:30 místního času dosáhl satelit své určené pozice na 119,1° východní délky a přešel tak do druhé letové fáze.

## Specifikace družice
Družici vyrobila Thales Alenia Space na platformě Spacebus-4000B2. Její pozice je na geostacionární dráze na 119,1° východní délky, odkud má zajišťovat komunikační služby pro Bangladéš, jakož i pro Indii, Nepál, Bhútán, Srí Lanku, Filipíny a Indonésii. Hlavní řídící středisko je umístěno v Gazipuru, záložní pak v Rangamati. Střediska jsou shodné konstrukce, každé spravuje 30členný tým.
Bangabandhu-1 váží 3,5 či 3,7 tuny a její dva solární panely dokáží generovat 6 kW energie. Je vybavena 40 transpondéry, 14 v pásmu C a 26 v pásmu Ku, s celkovou kapacitou 1600 MHz. Plánovaná životnost je minimálně 15 let.

## Navazující projekty
Ještě před spuštěním prvního zástupce série zažádal Bangladéš ITU o pozice 74° a 100° východní délky pro připravované satelity Bangabandhu-2 a Bangabandhu-3.